# Persoonia mollis
Persoonia mollis (лат.) — кустарник, вид рода Персоония (Persoonia) семейства Протейные (Proteaceae), эндемик Нового Южного Уэльса. Прямостоячий или ниспадающий куст с линейными, продолговатыми или лопатообразными листьями, жёлтыми цветками и мелкими плодами.

## Ботаническое описание
Persoonia mollis — прямостоячий или распростёртый кустарник высотой 0,2-5 м с гладкой корой. Молодые веточки покрыты серовато-рыжими волосками. Листья линейчатые, от продолговатых до копьевидных или лопаткообразных, 15-120 мм в длину, 0,8-17 мм в ширину и намного светлее на нижней поверхности. Цветки расположены группами по длине до 150 мм вдоль цветоноса, который после цветения перерастает в листовой побег, каждый цветок на цветоножке около 1-3 мм в длину, обычно с листочком у основания. Листочки околоцветника жёлтые, длиной 8-11,5 мм, снаружи покрыты волосками. Цветение в основном происходит с конца декабря по май. Плод — небольшая зелёная костянка около 8 мм в длину и 7 мм в ширину.

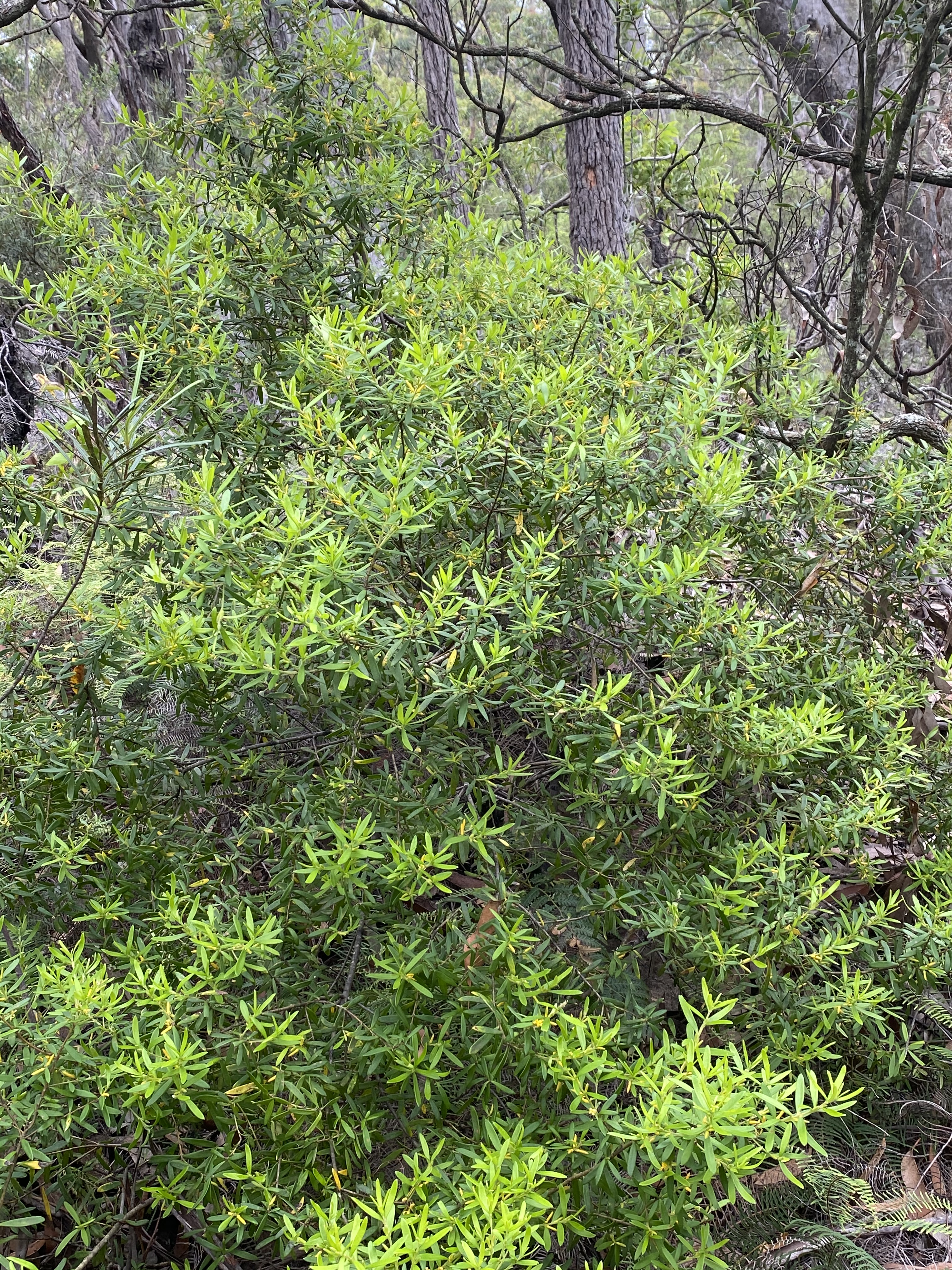
Общий вид P. mollis nectens
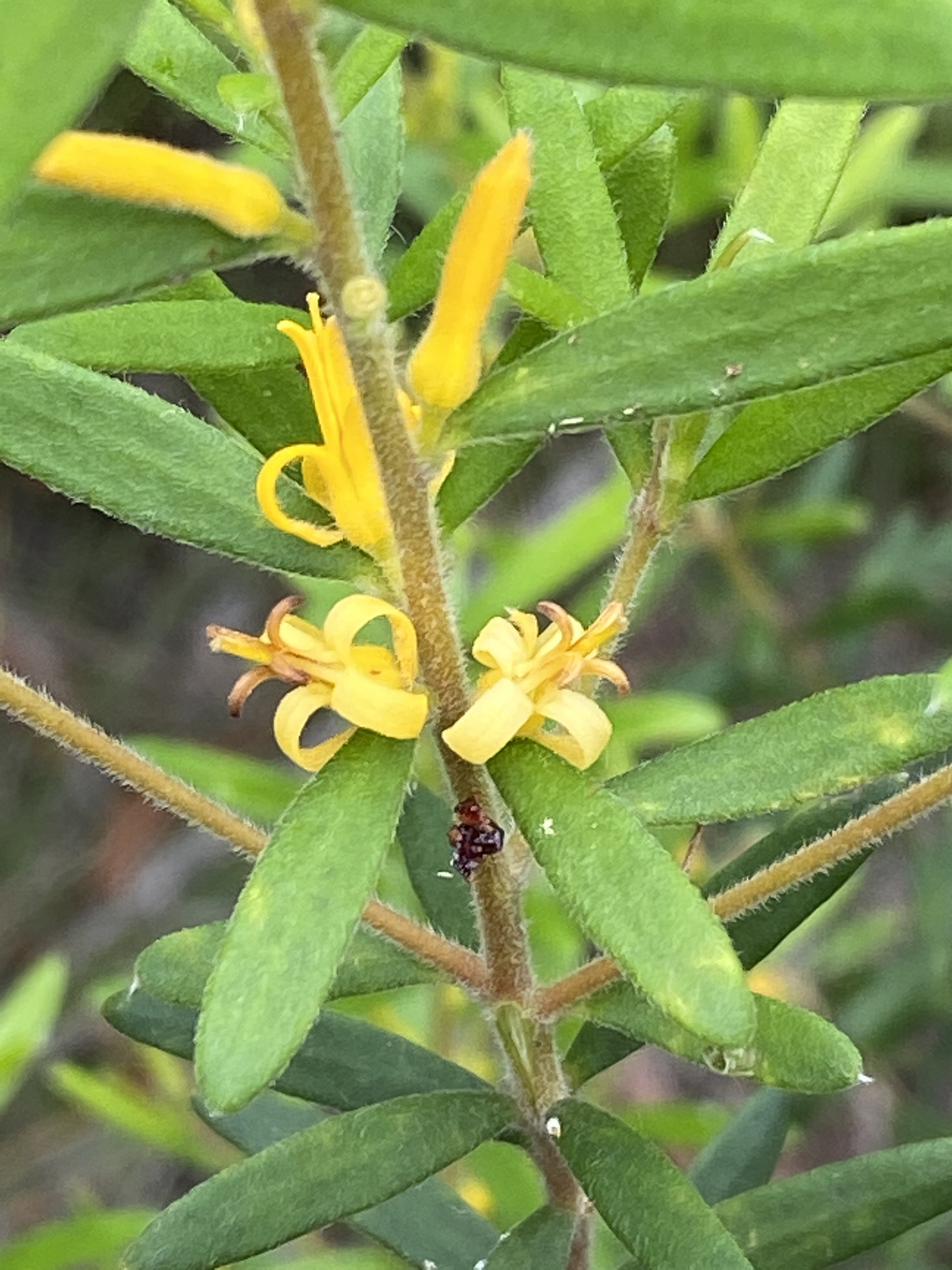
Цветки и листья подвида P. mollis nectens
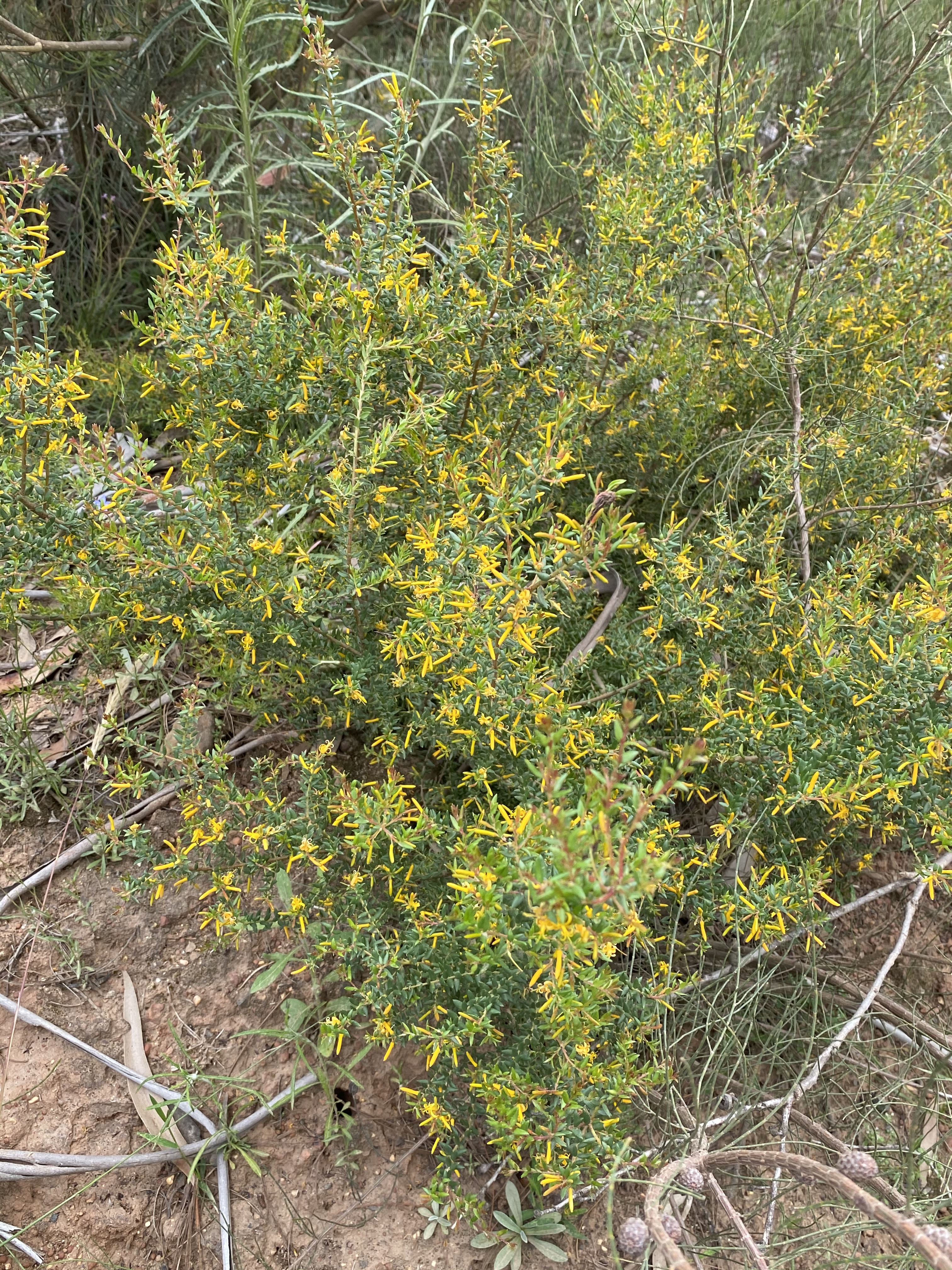
Общий вид P. mollis livens
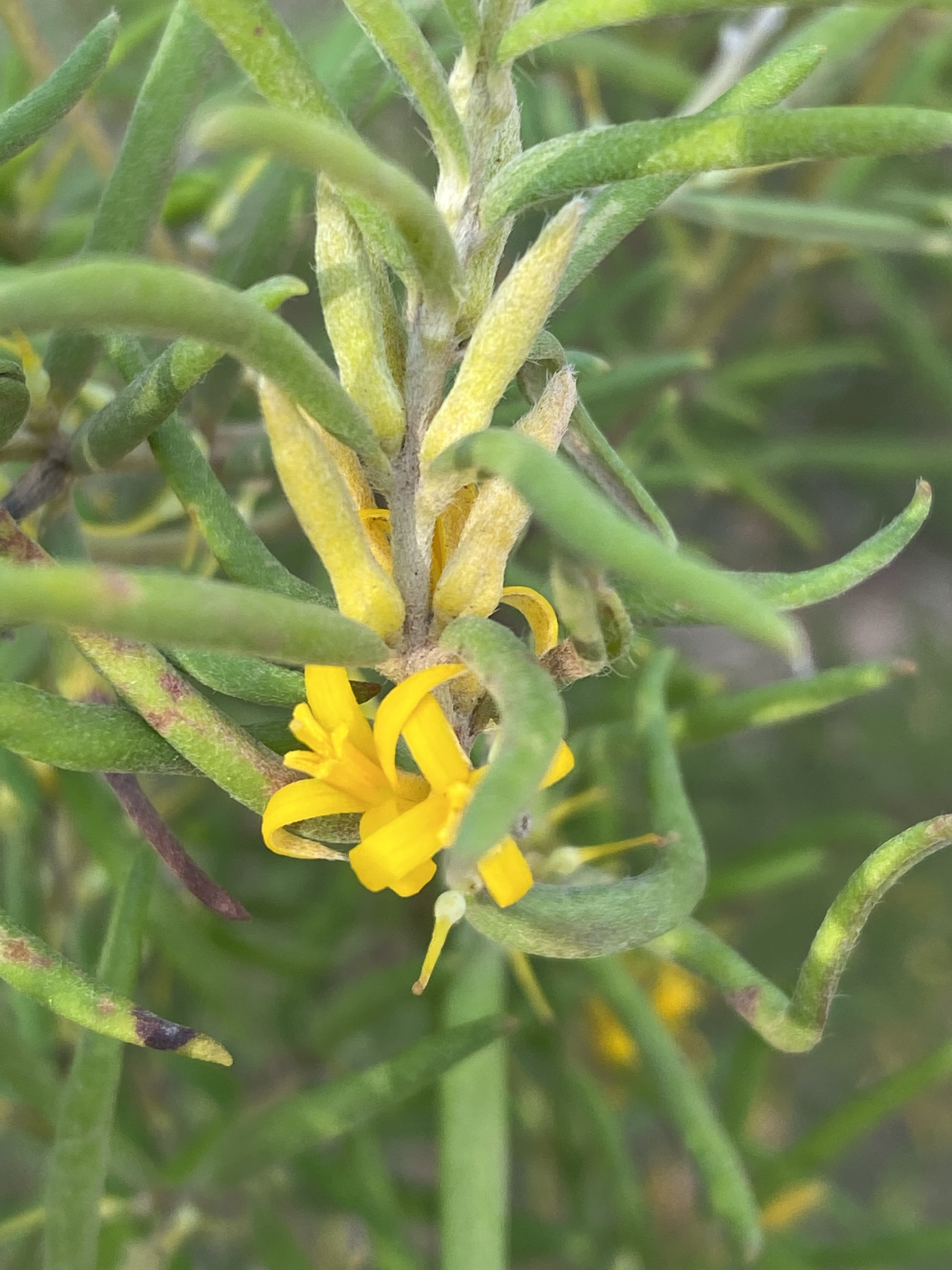
Цветки и листья подвида P. mollis livens

## Таксономия
Впервые вид был официально описан в 1810 году Робертом Брауном в Transactions of the Linnean Society of London.
В 1991 году Зигфрид Краусс и Лоренс Джонсон описали девять подвидов P. mollis в журнале Telopea, принятые Австралийским каталогом растений:
- Persoonia mollis budawangensis S.Krauss & LASJohnson[8] представляет собой прямостоячий кустарник высотой 1,2-4 м с небольшими продолговатыми листьями, в основном 15-60 мм в длину и 0,8-6 мм в ширину и является эндемичным для хребта Будаванг[4];
- Persoonia mollis caleyi (R.Br.) S.Krauss & LASJohnson[9] представляет собой прямостоячий кустарник высотой 1,2-4 м с маленькими, линейными или узкими копьевидными листьями 30-60 мм в длину и менее 6 мм в ширину[4];
- Persoonia mollis ledifolia (A.Cunn. ex Meisn.) S.Krauss & LASJohnson[10] — прямостоячий кустарник высотой 1,2-4 м с небольшими продолговатыми листьями, в основном 20-40 мм в длину и 0,8-6 мм в ширину и находится между водопадом Фицрой и долиной Кенгуру[4];
- Persoonia mollis leptophylla S.Krauss & LASJohnson[11] — густой компактный куст высотой 0,8-1,5 м с ярко-зелёными, линейными или нитевидными листьями 0,8-1,5 мм, широкие редкоопушённые на нижней поверхности[4];
- Persoonia mollis livens S.Krauss & LASJohnson[12] представляет собой густой компактный кустарник высотой 0,8-1,5 м с зелёными и сероватыми, линейными или нитевидными листьями 0,8-1,5 мм шириной, густоопушённые на нижней поверхности[4];
- Persoonia mollis maxima S.Krauss & LASJohnson[13] имеет большие, мягкие, копьевидные листья длиной 40-80 мм и шириной 6-17 мм, цветочные почки покрыты медным покровом. окрашенные волоски длиной около 2-3 мм[4];
- Persoonia mollis R.Br. subsp. mollis[14] имеет большие, мягкие, ланцетные листья длиной 40-80 мм и шириной 6-17 мм, цветочные почки густо покрыты белесыми волосками около 1 мм длиной[4];
- Persoonia mollis nectens S.Krauss & LASJohnson[15] имеет большие, гибкие, но не мягкие, копьевидные листья длиной 40-80 мм и шириной 6-17 мм, а также редкие цветочные бутоны покрытые белесыми волосками длиной около 0,5 мм[4];
- Persoonia mollis revoluta S.Krauss & LASJohnson[16] — распростёртый раскидистый кустарник высотой 0,1-0,5 м и шириной до 4 м с продолговатыми или яйцевидными листьями 30 −60 мм в длину и более 6 мм в ширину[4].

## Распространение и местообитание
Persoonia mollis — эндемик австралийского штата Нового Южного Уэльса. Растёт на пустошах и в лесу, обычно на песчаниковых почвах, от Голубых гор и реки Хоксбери к югу до реки Клайд.
- Подвид budawangensis произрастает в лесу и является эндемиком хребта Будаванг[17];
- Подвид caleyi растёт в лесу между заливом Джервис и Южным Даррасом на Южном побережье[18];
- Подвид ledifolia встречается между Кангалоном, рекой Шолхейвен, Джамбероо и Вингелло, где растёт от пустошей до леса на песчанике Хоксбери[19];
- Подвид leptophylla встречается между рекой Шолхейвен, хребтом Будаванг, Неррига и Новра и на полуострове Бикрофт, где он растёт на пустошах и в лесах на песчаниках Новра и Конджола[20];
- Подвид livens встречается между Пенроузом, Гоулберном и Брейдвудом, растёт в лесах на метаосадочных породах и конгломератах[21];
- Подвид maxima растёт в лесу на песчанике Хоксбери в районе Коуэн-Хорнсби[22];
- Подвид mollis встречается в лесу на песчанике в Голубых горах[23];
- Подвид nectens встречается между Окдейлом, вершиной холма и откосом Иллаварра, где растёт в лесу[24];
- Подвид revoluta растёт в лесу на песчанике Хоксбери между ущельем Наттай, Буллио, Берримой и Каньонли[25].